# Дромоклід
Дромоклід (дав.-гр. Δρομοκλείδης) — політик Стародавніх Афін IV—III століть до н. е. Про життя Дромокліда відомо небагато. В античних джерелах він згаданий як ініціатор двох афінських декретів, пов'язаних з Деметрієм Поліоркетом. В історіографії існують дві протилежні оцінки діяльності Дромокліда. Згідно з першою, Дромоклід був безсовісним політиком і підлесником Деметрія Поліоркета. Інша оцінка свідчить про те, що дії Дромокліда представляли тонку дипломатичну гру.

## Життєпис
Дромоклід народився в аттичному демі Сфетт. Про його життя відомо небагато. Античні джерела згадують Дромокліда як ініціатора двох афінських декретів, один з яких датують 295 роком до н. е., інший — 307 або 291/290 роками до н. е.
У 301 році до н. е. Деметрій Поліоркет втратив владу в Афінах, а в 295 році до н. е. захопив їх знову. Цього разу Дромоклід запропонував передати новому правителю стратегічно важливі для Афін Пірей і Муніхій.
У життєписі Деметрія Плутарх наводить наступний текст, який передбачає багато тлумачення: «Однак ж найбільш безглуздою, найбільш дурною серед усіх почестей була ось яка: у зв'язку з наміром афінян присвятити Дельфійському богу щити Дромоклід з дема Сфетт запропонував просити про оракул … Деметрія! Наводжу цю пропозицію дослівно. „У добрий час! Народ нехай зволить визначити: обрати одного з афінян і відправити до Спасителя, щоб, принесши належні жертви, він запитав Спасителя, як краще, швидше і благочестивіше за все може народ присвятити свій дар; що скаже Спаситель, то нехай виконає народ“. Подібного роду знущальні лестощі згубно діяли на розум Деметрія, і без того не дуже міцний і здоровий.»

## Оцінки
У викладі Плутарха, Дромоклід являв собою яскравий приклад недобросовісного афінського оратора і політика, чия діяльність була спрямована на отримання власної вигоди. Згідно з даним античним істориком, Дромоклід разом з іншим таким же політиком Стратоклом називав ораторську трибуну «золотими жнивами».
Частина сучасних істориків повторюють оцінки античного автора, відносячи Дромокліда до групи проантигонідських політиків в Афінах; лицемір, який у вихвалянні та бажанні догодити Деметрію Поліоркету зміг перевершити інших ораторів; нечистому на руку політику, який ставив бажання покровителя вище інтересів власного полісу. Дана думка не є превалюючим в сучасній історіографії. Бободжан Гафуров і Дімітріос Цибукідіс відзначали, що на момент пропозиції «подарувати» Муніхій і Пірей завойовнику вони й так перебували в руках Деметрія Поліоркета. У цьому контексті дії Дромокліда могли представляти тонку політичну гру і навіть бути попередньо узгодженими з Деметрієм та/або афінськими магістратами. Після прийняття декретів контроль Деметрія над стратегічно важливими для Афін фортецями став являти собою не їх захоплення, а волю афінян. Умови миру для Афін були вельми м'якими. За Словами Плутарха, Деметрій «утримався і від різкого тону, і від суворих слів, але, після недовгих і дружніх докорів, оголосив їм прощення, подарував сто тисяч медімнів хліба і призначив посадових осіб, найбільше узгодних народу». Таким чином, декрет Дромокліда хоч зовні й міг виглядати угодницьким, був необхідний для Афін в умовах, що склалися.
Фрагмент зі зверненням до Деметрія за оракулом як до дельфійського божества наведено Плутархом при описі подій 307 року до н. е., коли місто було вперше зайняте його військами. При аналізі даного фрагмента Християн Хабіхт зазначав, що його слід віднести до періоду 291—290 років до н. е. На думку історика, у цьому випадку Дромоклід також вів тонку дипломатичну гру, майстерно граючи на любові Деметрія до лестощів. Передісторія проблеми полягала в наступному. Після перемоги над військом Ксеркса у 479 році до н. е. афіняни присвятили в храм Аполлона в Дельфах трофейні щити, на які нанесли напис «афіняни від персів і фіванців, коли ті билися проти еллінів». Фіванці, які під час греко-перських воєн воювали на боці персів, вважали ці написи образливими. На початку III століття до н. е. Дельфи були захоплені Етолійським союзом. Етолійці уклали союз з фіванцями та на їх прохання зняли щити. Оскільки доступ в Дельфи для афінян був на той момент закритий, то Дромоклід запропонував звернутися за оракулом до обожненого Деметрія. Одночасно, він підштовхував басилевса до війни з фіванцями та етолійцями для вирішення низки афінських проблем.
Незалежно від того, чи був Дромоклід безсоромним підлесником або тонким дипломатом, він належав до групи афінських лідерів періоду перебування міста під владою Деметрія Поліоркета у 295—288 роках до н. е.

### Історичні джерела
- Плутарх. Настанови про державні справи.
- Плутарх. Деметрій Поліоркет // Порівняльні життєписи.

### Дослідження
- Гафуров Б. Г., Цибукидис Д. И. Александр Македонский и Восток :  [рос.]. — Москва : Наука, 1980.
- Дройзен И. История эллинизма :  [рос.]. — Ростов на Дону : Феникс, 1995. — Т. 2. — 544 с.
- Хабихт Х. Афины. История города в эллинистическую эпоху :  [рос.] / Подготовка к изданию и перевод Ю. Г. Виноградова. — Москва : Ладомир, 1999.
- Heckel W.[en]. Who's Who in the Age of Alexander and his Successors. From Chaironea to Ipsos (338—301 BC). — Barnsley : Greenhill Books, 2021. — 554 p. — ISBN 978-1-78438-648-1.
- Kirchner J[de]. Dromokleides 2 :  [нім.] / Georg Wissowa // Paulys Realencyclopädie der classischen Altertumswissenschaft. — Stuttgart : J. B. Metzler’sche Verlagsbuchhandlung, 1905. — Bd. V,2. — Kol. 1715—1716.
- Paschidis P. Between City and King. Prosopographical Studies on the Intermediaries between the Cities of the Greek Mainland and the Aegean and the Royal Courts in the Hellenistic Period (322—190 BC) / Research Centre for Greek and Roman Antiquity; National Hellenic Research Foundation. — ΜΕΛΕΤΗΜΑΤΑ. — Athens, 2008. — Т. 59. — ISBN 978-960-7905-44-4.
- Romm J. Demetrius Sacker of Cities. — New Haven & London : Yale University Press, 2022. — ISBN 978-0-300-25907-0.